# Kosso-Tier
Pour les articles homonymes, voir Kosso.
Ne doit pas être confondu avec Kosso-You.
Kosso-Tier est une localité située dans le département de Boussoukoula de la province du Noumbiel dans la région Sud-Ouest au Burkina Faso.

## Santé et éducation
Kosso-Tier accueille un centre de santé et de promotion sociale (CSPS) tandis que le centre médical avec antenne chirurgicale (CMA) de la province se trouve à Batié.